# Avinguda d'Òscar Esplà
L'avinguda d'Òscar Esplà és una àmplia i cèntrica avinguda de la ciutat valenciana d'Alacant, disposada d'un passeig central enjardinat a manera de rambla urbana o passeig bulevard. Va ser dissenyat per l'artista alacantí Eusebio Sempere mitjançant pavimentació de figuracions geomètriques de fort caràcter plàstic, vorejades per franges laterals geometritzades amb sòbria i bella doble filera de palmeres contrapuntejada per un arbrat monocord i altern, d'una sola espècie d'arbre que es repeteix situat als extrems de cada tram de l'avinguda. Amb el seu mig quilòmetre de longitud, es perllonga de nord a sud des de la glorieta de l'Estrela fins a la plaça de l'arquitecte Miguel López (al costat del port d'Alacant), i separa els barris de Benalua (a l'oest) i Eixample Diputació (a l'est). Deu el seu nom al cèlebre compositor alacantí Òscar Esplà.

## Descripció
L'avinguda es construeix damunt del recorregut realitzat per l'antic barranc de Sant Blai i el posterior ramal de l'estació de ferrocarril al port, que va deixar de donar servei al voltant dels anys 60. A la part inferior del passeig encara es pot veure l'Estació de Benalua, terme d'aquest ramal. Des de la retirada de les vies i la seua urbanització és una dels carrers més amplis de la ciutat, destacant el seu passeig central amb tessel·les realitzades per l'artista Eusebio Sempere.
El passeig central de l'avinguda es divideix en cinc trams, separats pels carrers perpendiculars que la creuen. El passeig central està pavimentat i disposa de diverses zones enjardinades amb diferents tipus d'arbres (majoritàriament palmeres), així com un àrea de joc infantil.
Als laterals del passeig es troben les vies per al trànsit, de fins a tres carrils per sentit, i unes àmplies voreres per als vianants, en les quals també hi ha arbres. Un carril bici travessa quatre trams del passeig central. Serveix de terminal de nombroses línies de l'autobús urbà d'Alacant i de parada de moltes línies interurbanes; en l'extrem que dona al port, es troba l'estació d'autobusos d'Alacant.
La via és recorreguda per un carril bici.
Durant les festes de les Fogueres d'Alacant, una foguera (habitualment de sisena categoria) es planta en aquesta avinguda.
Entre els punts més destacables de l'avinguda es troben: la glorieta de l'Estrela, el teatre Arniches, la plaça de l'esportista Manuel Muñoz, la plaça de l'arquitecte Miguel López i la Casa del Mediterrani. En aquesta avinguda tenia la seva seu la Caixa d'Estalvis del Mediterrani, abans que fora absorbida en 2012 pel Banc Sabadell, que la va fer seu social en 2017.